# Spaan (voorwerp)
Een spaan is een voorwerp met een breed einde, zoals een schuimspaan of een roeispaan.  De spaan kan van metaal zijn en een houten handvat hebben, maar kan ook volledig van plastic zijn.
In de bijzondere betekenis was het een beitel, mes of spatel waarmee men hout kon bewerken of verspanen. Daarom is het begrip ook overgegaan op de houtkrullen of -snippers die bij het verspanen ontstonden. De spanen werden ook wel spaanders genoemd. Door de houtsnippers te verlijmen verkreeg men spaanplaat.
Geleidelijk is het begrip van de houtbewerking ook op de metaalbewerking overgegaan, en de verspanende bewerkingen zoals draaien, frezen, schaven en boren, zoals die ook bij de houtbewerking reeds voorkwamen. Ook de metaalschilfers die hierbij vrijkomen worden spanen genoemd.
Een bijzondere spaander is de splinter, waarover men spreekt als deze de huid binnendringt, hetgeen zowel bij houtsplinters als bij metaalsplinters het geval kan zijn.
Spanen worden gebruikt om te plamuren, stukadoren, behangen en ook in de keuken.